# Дебалюк, Александр Васильевич
Александр Васильевич Дебалюк (17 августа 1919 — 28 ноября 2005) — советский военный, государственный и политический деятель, генерал-полковник.

## Биография
Родился в 1919 году в Москве. Член КПСС.
С 1939 года — на военной службе, общественной и политической работе. В 1939—1984 гг. — в Рабоче-Крестьянской Красной Армии, участник Великой Отечественной войны, помощник начальника политодела по работе с комсомолом тыловых частей и учреждений 65-й армии, помощника начальника политотдела по работе с комсомольцами 8-й армии, на политической работе в Советской Армии, Член Военного Совета Туркестанского военного округа, Член Военного совета — начальник Политуправления Белорусского военного округа.
Окончил Военно-политическую академию им. В. И. Ленина (1954), Военную академию Генерального штаба (1960). 
Генерал-полковник (1978). Заслуженный работник культуры БССР (1979).
Избирался депутатом Верховного Совета Белорусской ССР 8, 9 и 10-го созывов.
Умер в Минске в 2005 году.